# ハルシオン (曲)
「ハルシオン」(Halcyon)は、オービタルの楽曲で、長年トランキライザー（ハルシオン）中毒に陥っていたポール・ハートノールの母親に捧げた作品。日本とイギリスでは「Radiccio EP」として発売され、アメリカでは「Halcyon EP」として発売された。

## 歴史
この曲には二つの国際的なヒット曲からのサンプルが含まれる。その一つはOpus IIIが1992年に発表した「イッツ・ア・ファイン・デイ」からのカースティ・ホークシャウのヴォーカルであり、この事から「イッツ・ア・ファイン・デイ」の作者のエド・バートンの名前がクレジットに記載されている。二つ目はイエスの1983年の曲「リーヴ・イット」からのヴォーカル・ハーモニーであるが、イエスについては作詞作曲のクレジットに記載されていない。ビートはローランド社のTR-909でプロデュースされた。
オリジナル・ヴァージョンの「ハルシオン」が扱われるのは比較的稀であり、最初は「Radiccio EP」に収録されたが同EPはこの名義で全米発売した唯一のシングルだった。フル・アルバムには『ワーク 1989-2002』まで収録されず、更に短くなったシングル・エディットでの収録だった。
『茶盤』にはアップビートでよりメロディアスにリミックスされた「オン+オン」のヴァージョンが収録された。このリミックスはオリジナルと比較して広く知られており、『モータル・コンバット』『サイバーネット』『CKY2K』『ミーン・ガールズ』などの映画に使用された。リミックスのタイトルはインデシット社の広告コピーから採られている。「オン+オン」は9分27秒とオリジナルよりも少し短くなっている。
2018年の映画『ティーン・スピリット』とそのサウンドトラックにはエル・ファニングのヴォーカルを追加した「ハルシオン・ティーン・スピリット」が収録された。

## 収録曲

### 1992,Radiccio(イギリスでの発売)
12", Radiccio 1
1. Halcyon (11:07)
2. The Naked And The Dub (11:51)

12", Radiccio 2
1. The Naked And The Dead (6:23)
2. Sunday (7:14)

CD, Radiccio
1. Halcyon (11:07)
2. The Naked And The Dead (6:23)
3. Sunday (7:14)

CD, Radiccio 2
1. Halcyon Edit (3:57)
2. Halcyon (11:07)
3. Deeper (6:58)

### 1992,Halcyon(全米発売)
12", Halcyon
1. Halcyon (11:05)
2. The Naked And The Dub (11:51)

CD, Halcyon
1. Halcyon (11:07)
2. The Naked And The Dead (6:23)
3. The Naked And The Dub (11:51)
4. Sunday (7:10)
5. Chime (Radio Edit) (3:15)

### 1993,Radiccio(日本盤)
CD, Radiccio
1. Halcyon Edit (3:52)
2. Halcyon (11:09)
3. Deeper (6:59)
4. The Naked And The Dead (6:25)
5. Sunday (7:13)
6. The Naked And The Dub (11:53)

いくつかのヴァージョンで「ザ・ネイキッド・アンド・ザ・ダブ」の代わりに「ザ・ネイキッド・アンド・ザ・デッド」が繰り返し収録されるミスがある。

## チャート
| 1992年              | 最高位 |
| ------------------- | ------ |
| UK シングルス (OCC) | 37     |